# قشلاق قره جالوحاجی ایمان
قشلاق قره جالوحاجی ایمان یک روستا در ایران است که در استان اردبیل واقع شده‌است. قشلاق قره جالوحاجی ایمان ۱۴۵ نفر جمعیت دارد.